# Harrington (ort i Australien)
Harrington är en ort i Australien. Den ligger i kommunen Greater Taree och delstaten New South Wales, i den sydöstra delen av landet, omkring 260 kilometer nordost om delstatshuvudstaden Sydney. Antalet invånare är 2 342.
Trakten är glest befolkad. Närmaste större samhälle är Old Bar, omkring 15 kilometer sydväst om Harrington. Genomsnittlig årsnederbörd är 1 825 millimeter. Den regnigaste månaden är februari, med i genomsnitt 359 mm nederbörd, och den torraste är oktober, med 41 mm nederbörd.